# Haplogroupe U (ADNmt)

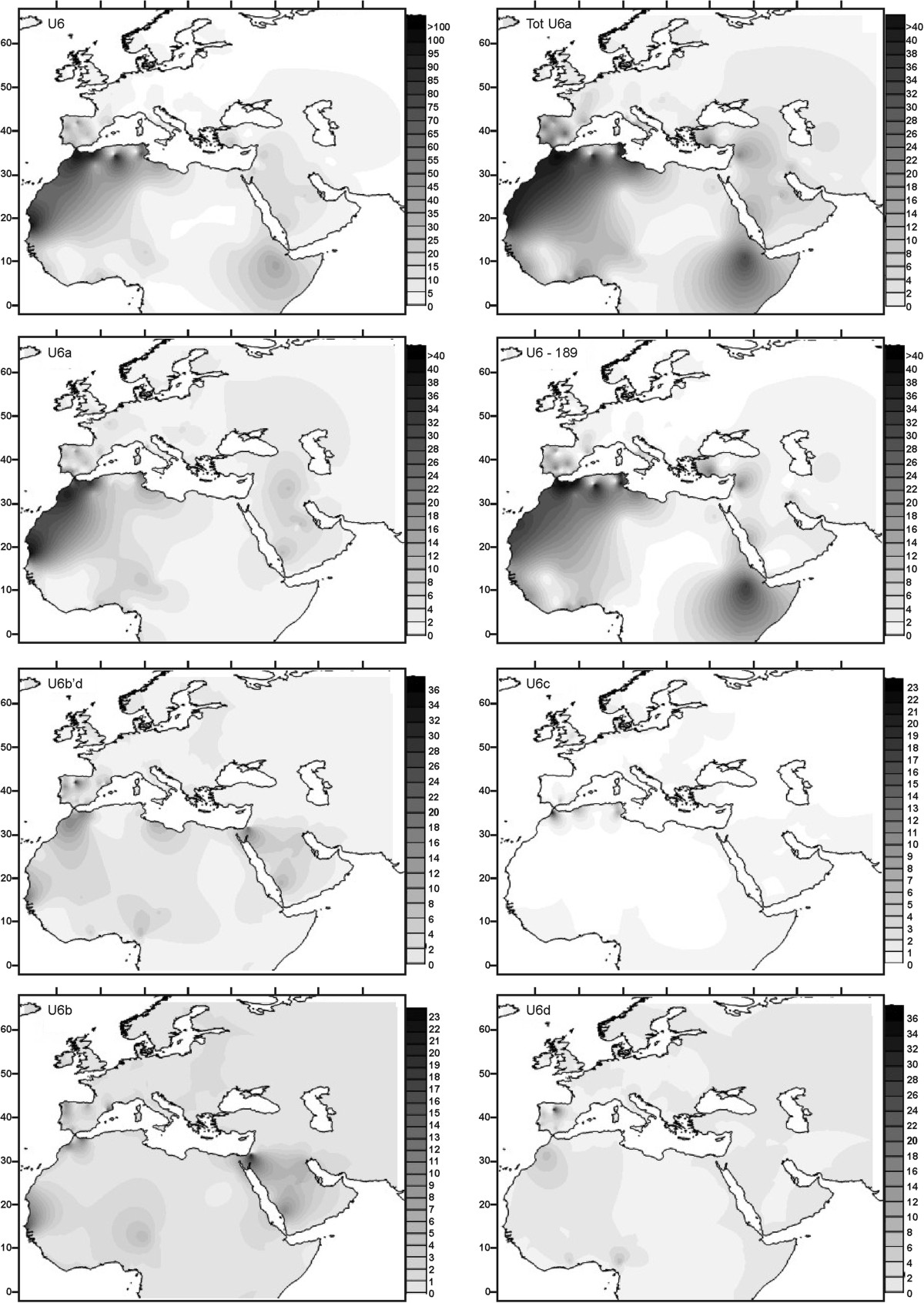
Cartes de fréquence pour l'haplogroupe d'ADNmt U6 et plusieurs sous-groupes

L'haplogroupe U est un haplogroupe d'ADN mitochondrial humain (ADNmt). Le clade est issu de l'haplogroupe R, probablement au début du Paléolithique supérieur. Ses différents sous-clades (notés U1 – U9, et qui divergent au cours du Paléolithique supérieur) sont largement répandus dans l'Europe du Nord et de l'Est, l'Asie centrale, de l'Ouest et du Sud, ainsi qu'en Afrique du Nord, dans la Corne de l'Afrique et dans les îles Canaries.
Le sous-groupe le plus courant de l'haplogroupe U8b est l'haplogroupe K, dont on estime qu'il date d'il y a 30 000 à 22 000 ans.

## Origine
L'haplogroupe U est un sous-clade de l'haplogroupe R. On estime que les mutations déterminantes (A11467G, A12308G, G12372A) sont apparues il y a entre 43 000 et 50 000 ans, au début du Paléolithique supérieur (il y a 46 530 ± 3 290 ans, avec un intervalle de confiance de 95 %).

## Archéogénétique
Le groupe basal U* a été trouvé dans des restes fossiles humains découverts en Sibérie occidentale et datés d'environ 45 000 ans. La plus ancienne occurrence de l'haplogroupe U2'3'4'7'8'9 a été trouvée au Paléolithique supérieur en Sibérie du nord-est. L'âge de cet haplogroupe est estimé remonter à 43 000 ans. Le mitogénome de l'individu Peștera Muierilor 1 (PM1) de Roumanie (vers 35 ka avant le présent) a été identifié comme étant de l'haplogroupe basal U6*, non trouvé auparavant chez aucun être humain ancien ou actuel.
L’haplogroupe U a été trouvé parmi des spécimens fossiles associés à la culture ibéromaurusiene dans la grotte des Pigeons, à Tafoughalt, au Maroc, et sur le site d'Afalou, en Algérie. Parmi les individus Tafoughalt, environ 13 % des haplotypes observés appartenaient à divers sous-clades en U, y compris U4a2b (1/24; 4%), U4c1 (1/24; 4%) et U6d3 (1/24; 4%). Un autre 41 % des haplotypes analysés pourraient être affectés à l'haplogroupe U ou à l'haplogroupe H. Parmi les individus Afalou, 44 % des haplotypes analysés pourraient être affectés à l'haplogroupe U ou à l'haplogroupe H (3/9; 33%).
L'haplogroupe U a également été observé parmi les anciennes momies égyptiennes découvertes sur le site archéologique d'Abousir el-Meleq, dans la Moyenne-Égypte, datant du Ier millénaire av. J.-C..
De plus, l'haplogroupe U a été relevé dans d'anciens fossiles de Guanches, exhumés à Grande Canarie et à Tenerife, dans les îles Canaries, datés au radiocarbone des VIIe et XIe siècles de notre ère. Tous les individus portant ces clades ont été inhumés sur le site de Tenerife, ces spécimens appartenant aux sous-clades U6b1a (4/7; 57%) et U6b (1/7; 14%).
L'haplogroupe U représente la majorité des génomes mitochondriaux d'Europe au Paléolithique supérieur et au Mésolithique.

## Sous-clades

### U1
L'haplogroupe U1 a son origine entre 37 000 et 26 000 ans. U1 se trouve en Europe de l'Est, en Asie de l'Ouest (y compris l'Anatolie), en Afrique du Nord et en Inde (dans la région du Kerala). On le retrouve par exemple chez les Algériens à Oran et chez la tribu Reguibat du peuple Sahraoui en Afrique du Nord-Ouest. 4.2 % des habitants de la région de Svanétie en la Géorgie appartiennent à l'haplogroupe U1.
U1a1 et ses sous-clades sont présents dans Asie occidentale (la Turquie, Iran, Liban), le Caucase (Géorgie, Abkhazie, les Adyguéens, les Abazines), Inde, l'Europe (Italie, Grèce, Pologne, Angleterre) et Afrique du Nord (Algérie), entre autres lieux,. Dans les temps anciens, la sous-clade U1a1a a été trouvé dans le cimetière de Kellis 2 dans l'oasis d'Ad-Dakhla, situé dans le désert du sud-ouest de l'Égypte.
U1a2 et ses sous-clades sont présents dans Italie, la Turquie, Azerbaïdjan, Irak, l'Arabie saoudite et Inde,.
U1a3 et ses sous-clades sont présents dans Italie, Angleterre, Inde, Iran et le Yémen,.
U1b et ses sous-clades sont présents parmi les habitants de Pologne, Italie, Allemagne, Norvège, Arménie, Jordanie, Liban, Iran (les Azerbaïdjanis) et Chine (les Ouïghours). Une sous-clade de U1b1 qui comprend les mutations G14070A! et A3426G est trouvé parmi les Juifs ashkénazes.

### U2
L'haplogroupe U2 est le plus répandu en Asie du Sud mais se rencontre également en basse fréquence en Asie centrale et occidentale, ainsi qu'en Europe comme U2e (la variété européenne de U2 est appelée U2e). La fréquence globale de U2 en Asie du Sud est largement formée par le groupe U2i en Inde alors que l'haplogroupe U2e, commun en Europe, y est rare. Étant donné que ces lignées ont divergé il y a environ 50 000 ans, ces données ont été interprétées comme indiquant un flux de gènes de la lignée maternelle très faible entre l'Asie du Sud et l'Europe tout au long de cette période. Environ la moitié des ADNmt d'U en Inde appartiennent aux branches de l'haplogroupe U2 spécifiques à l'Inde (U2i: U2a, U2b et U2c). Alors que U2 se trouve généralement en Inde, il est également présent dans les Nogaïs, descendants de diverses tribus mongoles et turques, qui ont formé la Horde Nogaï. U2 et U4 se trouvent tous deux chez les peuples kètes et nganassanes, les habitants indigènes du bassin de la rivière Ienisseï et de la péninsule de Taïmyr.
En 2009, de l'ADN mitochondrial a été extrait d'un fossile masculin daté d'entre 36 200 et 38 700 ans, trouvé sur le site de Kostenki, un village de l'oblast de Voronej, en Russie, mort à l'âge de 20-25 ans. Il appartient par sa lignée maternelle à l'haplogroupe U2. Il a été enterré dans une fosse ovale dans une position accroupie, recouvert d'ocre rouge,.

### U4
L'haplogroupe U4 a son origine entre 21 000 et 14 000 ans. Sa distribution est associée au goulot d'étranglement de la population dû au dernier maximum glaciaire.
U4 a été trouvé dans des ADN anciens. Sa présence dans les groupes de la céramique cordée en Europe centrale (Pologne) est très probablement associée aux migrations de la steppe pontique à la fin du Néolithique.
Il est relativement rare dans les populations modernes, bien qu'il soit présent en proportions substantielles chez certaines populations indigènes d'Asie du Nord et d'Europe du Nord, étant associé aux vestiges d'anciens chasseurs-cueilleurs européens conservés dans les populations indigènes de Sibérie. U4 se trouve chez les Nganassanes de la péninsule de Taïmyr, chez les Mansis (16,3 %), un peuple en voie de disparition et chez les Kètes (28,9 %) de la rivière Ienisseï,.. On le trouve en Europe avec les plus fortes concentrations en Scandinavie et dans les États baltes. également dans la population sami de la péninsule scandinave (bien que U5b ait une représentation plus élevée). U4 est également préservé chez les Kalashs (3 700 individus), une tribu unique parmi les peuples indo-aryens du Pakistan, où U4 (sous-groupe U4a1) atteint sa fréquence la plus élevée de 34 %,.

### U5
L'âge de U5 est estimé entre 25 000 et 35 000 ans. Environ 11 % des Européens et 10 % des Américains d'origine européenne possèdent l'haplogroupe U5.
U5 est l'haplogroupe mitochondrial le plus fréquent en Europe du Paléolithique. Le cluster Oberkassel décrivant l'ascendance des chasseurs-cueilleurs de l'ouest (WHG) est dominé par cet haplogroupe. Il a été trouvé dans des restes humains datant du Mésolithique dans une grande partie de l'Europe. L'haplogroupe U5a serait caractéristiques des chasseurs-cueilleurs de l'Est européen alors que l'haplogroupe U5b le serait pour ceux de l'Ouest européen. Les squelettes néolithiques (âgés d'environ 7 000 ans) qui ont été mis au jour dans la grotte d'Avellaner en Catalogne, dans le nord-est de l'Espagne, comprenaient un spécimen portant l'haplogroupe U5. Au cours du néolithique européen, la fréquence plus élevée de l'haplogroupe U5b trouvée dans les populations associées aux cultures des vases à entonnoir, des amphores globulaires et du groupe de Złota en Europe centrale suggère un afflux génétique maternel progressif de chasseurs-cueilleurs mésolithiques dans les populations d'ascendance néolithique.
L'haplogroupe U5 et ses sous-divisions U5a et U5b constituent aujourd'hui les plus fortes concentrations de population dans le Grand Nord, parmi les Samis, les Finlandais et les Estoniens. Cependant, il est largement répandu à des niveaux plus faibles dans toute l'Europe. Cette répartition et l'âge de l'haplogroupe indiquent que des individus appartenant à ce clade faisaient partie de l'expansion démographique en Europe du Nord faisant suite au réchauffement climatique de l'Holocène, il y a environ 11 700 ans. .
De plus, l'haplogroupe U5 est présent à de petites fréquences et à une diversité beaucoup plus faible au Proche-Orient et dans certaines parties de l'Afrique du Nord (zones où les concentrations en U6 sont importantes), suggérant une migration en retour de personnes d'Europe vers le sud.

### U6
L'haplogroupe U6 est daté d'il y a 31 000 à 43 000 ans. Cela concorde avec la découverte de U6* basal dans un spécimen roumain d’ADN ancien (Peștera Muierilor) datant de 35 000 ans. Hervella et al. (2016) interprètent cette découverte comme une preuve d'une migration-retour d'Homo sapiens de l'Eurasie vers l'Afrique au Paléolithique. La découverte d'un U6* basal dans l'ADN ancien a contribué à faire reculer l'âge estimé d'U6 a il y a environ 46 000 ans.
L'haplogroupe U6 est commun (avec une prévalence d'environ 10 %) en Afrique du Nord-Ouest (avec un maximum de 29 % chez les Mozabites algériens) et dans les îles Canaries (18 % en moyenne avec une fréquence de pointe de 50,1 % à La Gomera). On le trouve également dans la péninsule Ibérique, où il présente la plus grande diversité (10 sous-lignées sur 19 ne se trouvent que dans cette région et non en Afrique) et en Afrique du Nord-Est. U6 est également présent à basse fréquence dans le bassin du Tchad, y compris la branche rare des Canaries. Cela suggère que les anciens détenteurs du clade U6 ont peut-être habité ou traversé le bassin du Tchad pour se diriger vers l’ouest en direction des îles Canaries.
On pense qu'U6 est entré en Afrique du Nord depuis le Proche-Orient il y a environ 30 000 ans. Il a été trouvé parmi des spécimens ibéromaurusiens datant d'environ 14-15 000 ans pour U6a1 - du site préhistorique de la grotte des Pigeons, à Tafoughalt (Maroc), ainsi que dans des fossiles datés du Mésolithique du Maroc. Selon Hernández et al. (2015), « l'entrée estimée à 10 000 ans des lignées U6 d'Afrique du Nord dans la péninsule ibérique est en corrélation avec d'autres clades de L africains, indiquant que les lignées U6 et certaines L se sont déplacées ensemble de l'Afrique à l'Ibérie au début de l'Holocène. ».

### U7
L’haplogroupe U7 est considéré comme un haplogroupe d'ADNt spécifique de l'Ouest eurasien, qui aurait pris naissance au Proche-Orient entre 18 600 et 15 600 ans. Ce clade est le plus jeune de l'haplogroupe U, puisqu'il apparait après le dernier maximum glaciaire. Il est probablement lié à un fort goulot d'étranglement durant celui-ci. Dans les populations modernes, U7 apparaît dans de faibles proportions dans le Caucase, les tribus sibériennes occidentales, l’Asie occidentale (environ 4 % au Proche-Orient, avec un maximum de 10 % chez les Iraniens), l’Asie du Sud (environ 12 % au Gujarat, l'État le plus occidental de l'Inde, alors que pour l'ensemble de l'Inde, sa fréquence reste autour de 2 %, et 5 % au Pakistan), et le peuple Vedda du Sri Lanka où il atteint la fréquence la plus élevée de 13,33 % (sous-groupe U7a). Un tiers des ADNmt spécifiques à l'Eurasie occidentale trouvés en Inde se trouvent dans les haplogroupes U7, R2 et W. Il est supposé qu'une immigration à grande échelle a apporté ces haplogroupes mitochondriaux en Inde.